# Resurrection (film fra 1912)
|  | For andre betydninger, se Resurrection |
Resurrection er en amerikansk stumfilm fra 1912.

## Medvirkende
- Blanche Walsh - Katyusha
- Sydney Mason - Nekhlyudov
- Nicholas Dunaew - Smelkov
- Carey Lee